# Fulvio Melia

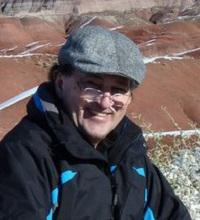
Fulvio Melia

Fulvio Melia (* 2. August 1956 in Gorizia) ist ein italienischer Astronom und Astrophysiker.
Melia studierte an der Universität Melbourne und am Massachusetts Institute of Technology, an dem er bei Paul Joss und Saul Rappaport promovierte, und war nach Post-Doktorandenzeit an der University of Chicago ab 1987 Assistant Professor an der Northwestern University. 1991 wurde er Associate Professor und 1993 Professor an der University of Arizona.
1996 bis 2002 war er Herausgeber des Astrophysical Journal und später Associate Editor der Astrophysical Journal Letters.
2000 schlug er mit Eric Agol und Heino Falcke die Möglichkeit der Beobachtung des Ereignishorizonts des supermassiven Schwarzen Lochs im Zentrum der Milchstraße (Sagittarius A*)  mit zusammengeschalteten Radioteleskopen (VLBI bei Submillimeter-Wellenlängen) vor. Die Umsetzung wird  im Event Horizon Telescope angestrebt.
Er veröffentlichte Bücher über Astrophysik und Schwarze Löcher, sowohl Fachbücher als auch populärwissenschaftliche Bücher und er hält auch populärwissenschaftliche Vorträge zum Beispiel in Observatorien und Museen.
Er befasst sich auch mit Kosmologie und entwickelte ein eigenes {\displaystyle R_{h}=ct} Modell des Kosmos. In diesem Modell gibt es kein Horizont-Problem und damit nach Melia auch keine Notwendigkeit einer Inflation.
2002 wurde er Fellow der American Physical Society. Er erhielt den Presidential Young Investigator Award und war Sloan Research Fellow.

## Schriften
- Electrodynamics. University of Chicago Press, 2001, ISBN 0-226-51958-9.
- The Black Hole at the Center of Our Galaxy. Princeton University Press, 2003, ISBN 0-691-09505-1.
- The Edge of Infinity. Supermassive Black Holes in the Universe. Cambridge UP, 2003, ISBN 0-521-81405-7.
- The Galactic Supermassive Black Hole. Princeton University Press, 2007, ISBN 978-0-691-13129-0.
- High-Energy Astrophysics. Princeton University Press, 2009, ISBN 978-0-691-14029-2.
- Cracking the Einstein Code. University of Chicago Press, 2009, ISBN 978-0-226-51951-7.
- mit Heino Falcke: The supermassive black hole at the center of our galaxy. In: Annual Review Astron. Astroph. Band 39, 2001, S. 309–352. (pdf)
- The cosmic spacetime. In: Australian Physics. Mai 2012. arxiv:1205.2713
- Melia The cosmic horizon. In: Monthly Notices Roy. Astron. Soc. Band 382, 2008, S. 1917–1921. arxiv:0711.4181